# Вигнанці у часі
«Вигнанці у часі» (англ. Exiles of Time) — науково-фантастичний роман американського письменника Нельсона Слейда Бонда.Вперше надрукований 1949 року видавництвом Prime Press тиражем 2 112 примірників, з яких 112 було підписано, пронумеровано та прописано. Вперше роман побачив світ у журналі Blue Book у травні 1940 року.

## Сюжет
Археологи знаходять у старовинній арабській могилі дивний амулет із кров’яних каменів. Корінні робітники експедиції вимагають поїхати іноземцям, але вони відмовляються, після чого араби нападають на інших. Один з археологів, Ленс Відор, шукає схованки в могилі, звідки його переносить в іншу точку часу Землі. Відор зустрічає інших, кого викликали в той період часу з метою порятунку Землі від комети, яка наближається до її поверхні.

## Відгуки
П. Шуйлер Міллер, називаючи Бонда «природженим казкарем», заявив, що роман «може бути кукурудзою для обранців, але, швидше за все, буде більше схожим на поп-корн для неофітів». Рецензент «Фензин» Томас А. Картер заявив, що «Вигнанці у часі» є «захоплюючим пригодницьким фентезі».